# Eupetinus tardus
Eupetinus tardus är en skalbaggsart som beskrevs av Scott 1908. Eupetinus tardus ingår i släktet Eupetinus och familjen glansbaggar. Inga underarter finns listade i Catalogue of Life.